# Ґай Стендінґ
Ґай Стендінґ (нар. 9 лютого 1948) — британський професор з досліджень проблем розвитку в Школі східних і африканських студій (SOAS) Лондонського університету, член Академії Суспільних Наук у Британії та співзасновник «Всесвітньої мережі базового доходу» (BIEN)
Стендінґ є автором широко розповсюджених праць з економіки праці, політики ринку праці, безробіття, гнучкості ринку праці, політики структурної перебудови та соціального захисту. Остання з його робіт стосується виникнення класу прекаріату та необхідності розвиватись в напрямку безумовного базового доходу та дорадчої демократії.

## Освіта
Ґай Стендінґ отримав освіту економіста в Сассекському Університеті в 1971 році. Після отримання ступеня магістра з економіки праці та виробничих відносин в Іллінойському університеті він отримав докторський ступінь з економіки в Кембриджському університеті в 1977 році.

## Кар'єра
З 1975 по 2006 рік Стендінґ працював у Міжнародній організації праці, останнім часом — директором програми соціально-економічної безпеки МОП. Програма відповідала за основний звіт про соціально-економічну безпеку в усьому світі та створення Індексу гідної праці.
З квітня 2006 р. до лютого 2009 р. він займав посаду професора з економіки праці в університеті Монаш, що у Мельбурні, Австралія.
У 2006 році він став професором з економічної безпеки в Університеті Бата. У 2013 році він залишив цю посаду, щоб стати професором з досліджень проблем розвитку в Школі Східних та Африканських студій Лондонського університету. З жовтня 2015 р. працював там молодшим науковим співробітником. Він також працював над «експериментальними програмами базового доходу в Індії» та темами, що стосуються двох його останніх книг, «Прекаріат: Новий небезпечний клас» (2011 р.) та «Хартія прекаріату» (2014 р.).

## Прекаріат
Найвідомішою книгою Стендінґа є «Прекаріат: Новий небезпечний клас», опублікована в 2011 році. У ній він звинувачує глобалізацію у тому, що все більше і більше людей переходять до лав прекаріату, який він розглядає в якості нового соціального класу. Стендінґ стверджує, що прекаріат не лише страждає від відсутності гарантій на працю, а й від відсутності самоідентифікації і недостачі контролю часу, і не в останню чергу через соціальну політику стимулювання трудової діяльності.
Стендінґ описує прекаріат як агломерат декількох різних соціальних груп, зокрема іммігрантів, молодих освічених людей та тих, хто вийшов з старшого промислового робітничого класу.
Стендінґ закликає політиків до запровадження широкомасштабних соціальних реформ щодо гарантії фінансового захисту на правовому рівні . Він розглядає безумовний базовий дохід як важливий крок до нового підходу, при цьому стверджуючи, що це створить економічне зростання. Якщо політикам не вдасться прийняти необхідні рішення, він прогнозує хвилю гніву та насильства, та піднесення крайніх правих партій .

### Критика
Річард Сеймур у своїй відповіді на книжку Стендінга звинувачував його у великій кількості тверджень, не підкріплених жодними фактами. Окрім того, він критикував концепцію Стендінга за те, що прекаріат у ній визначається його відмінністю від інших класів (тобто через те, чим він не є, а не те, чим він є), при цьому опис робітничого класу в ній євроцентристський та історично обрубаний. Сеймур стверджує, що хоча в книжці Стендінга є деякі сильні аргументи, він не зміг довести, що «прекаріат» є класом, що зараз формується

## Політична діяльність
У серпні 2015 р. Стендінґ підтримав кампанію Джеремі Корбіна на виборах лідера до Лейбористської партії .

## Почесні звання
- Співробітник Академії суспільних наук (FAcSS).